# Esbjerg Energy
Esbjerg Energy er et dansk professionelt ishockeyhold i Metal Ligaen. Holdet drives af Esbjerg Elite Ishockey A/S og er den professionelle overbygning på Esbjerg Ishockey Klub.
Esbjerg Energy spiller sine hjemmekampe i Granly Hockey Arena i Esbjerg.
Stjernen i logoet repræsenterer Esbjergs syv danske mesterskaber og er dermed også en hyldest til fortiden, hvor Esbjerg sammen med Herning var dominerende i dansk ishockey.

## Udvalgte resultater

### Danmarksmesterskabet
- (7) Guld: 1969, 1988, 1993, 1996, 2004, 2016 og 2017
- (10) Sølv: 1963, 1965, 1968, 1972, 1986, 1992, 1994, 1995, 1997 og 2015.
- (9) Bronze: 1964, 1966, 1967, 1970, 1971, 1973, 1985, 1999 og 2000.

### Pokalturneringen
- (3) Pokalmester: 1989, 1992 og 1993

### Champions Hockey League
- Sæson 2016/17: Esbjerg Energy placerede sig som nr. 3 i gruppe G[1]

## Sportslig historie
Esbjerg Ishockey Klubs professionelle overbygning var siden 2005 blevet drevet af EfB-koncernen i form af EfB Ishockey A/S, men i begyndelsen af 2013 besluttede koncernen at frasælge ishockeyaktiviteterne. I stedet valgte en kreds af erhvervsfolk med Christian Rølmer Christensen i spidsen at videreføre eliteishockeyen i byen i et nyt selskab, Esbjerg Elite Ishockey A/S, som ejes af:
- CS Electric
- Claus Sørensens Fond Holding
- West Diesel
- TK Montage
- Telesikring
- West Trading
- Det Faglige Hus
- Christian Rølmer Christensen

I sin første sæson i Metal Ligaen, 2013-14, blev Esbjerg Energy slået ud i kvartfinalerne. Trods en matchfixingskandale og efterfølgende fyring af Kirill Starkov, Tyler Mosienko og Dennis Jensen lykkedes det Esbjerg Energy at presse rivalerne fra SønderjyskE i kvartfinalen, men holdet måtte til sidst se sig besejret med 4-1 i kampe. Esbjerg var inden "skandalen" et af ligaens bedste hold men mistede i slutningen af grundspillet to spillere fra holdets førstekæde, hvilket satte sit aftryk på de efterfølgende resultater.
I sæsonen 2014/15 blev Esbjerg Energy nr. 5 i grundspillet, men formåede alligevel at spille sig helt frem til DM-finalen, hvor holdet imidlertid igen måtte strække våben mod lokalrivalerne fra SønderjyskE Ishockey, som vandt finaleserien med 4-1 i kampe. I kvartfinalen havde Esbjerg vundet med 4-0 i kampe over Odense Bulldogs, og i semifinalen havde vestjyderne besejret grundspilsvinderne fra Herning Blue Fox med 4-2 i kampe. Under slutspillet fik Esbjerg Energy bevist, at klubben hører til i toppen af dansk ishockey. Af topspillere fra sæsonen kan nævnes: Mark Derlago, Andrew Clark, Scott Howes, Wade Bergman - også en række danske spillere som Niklas Andersen, Søren Nielsen, Michael Binderup samt Anders Krogsgaard gjorde sig godt bemærket.
I sæsonen 2015/2016 blev Esbjerg Energy nr. 3 i grundspillet med imponerende 82 point og dermed 6 point ned til nærmeste forfølger Herning Blue Fox. Esbjerg kæmpede længe med om 1 pladsen, men tabte den afgørende kamp mod Frederikshavn White Hawks. White Hawks var også det mandskab der sendte Energy ud af pokal semifinalen efter overtid. I slutspillet fortsatte Esbjerg Energy de stærke takter og besejrede Rødovre Mighty Bulls 4-2 i kampe efter nogle tætte opgør, hvor målmand Steffan Ridderwall og backen Phillip Bruggisser storspillede for Rødovre. I semifinalen valgte lokalrivalerne fra SøderjyskE at møde Esbjerg Energy, og dermed blev det tid til revanche for sidste års tabte finaleserie. Esbjerg og SønderjyskE spillede en flot serie der skulle afgøres i kamp 7, da Esbjerg formåede at brænde 2 matchbolde (foran i serien 3-1), men i kamp 7 på udebane i SE Arena var vestjyderne klart stærkest og vandt en sikker 4-1 sejr og dermed serien 4-3 i kampe. DM Finalen blev et spændende bekendtskab med Esbjergs 90er rivaler fra Herning Blue Fox, som havde vundet kamp 7 i både kvart og semi mod henholdsvis Odense Bulldogs og Frederikshavn Whitehawks. Finalen blev en taktisk affære fra Mark Pederson (Esbjerg) og Mario Simioni (Herning), hvor Esbjerg Energy til sidst viste sig for stærke for de ellers hårdt kæmpende midtjyder. Aaron Lee scorede det afgørende mål i kamp 6 på Kvik Hockey Arena I Herning, og skød dermed guldet til vestjylland med en 2-3 sejr og dermed 4-2 i kampe. Af topspillere for sæsonen kan nævnes: Wade Bergman, Mike Dalhuisen, Tyler Gron, Aaron Lee, Brock Nixon, Nicholas B Jensen, Søren Nielsen, Jeppe Holmberg, Kasper Jensen og Sune Hjulmand.
I sæsonen 2016/17 blev det til en flot placering i Champions Hockey League, hvor man var 1 point fra at gå videre til næste runde. Esbjerg Energy fik undervejs 1 point i Zug på udebane i Schweiz, og leverede en stor overraskelse, da man hjemme i Granly Hockey Arena formåede at besejre de finske SM mestre fra Helsinki i overtid. Grundspillet i Metal Ligaen blev en frygtelig start for mesterholdet, hvor man halvvejs igennem var tættere på at misse playoff, end at forsvare DM guldet. Esbjerg Energy fik I december måned styr på spillet og leverede et flot comeback til en 4 plads og var det mest forstærke hold på vej ind i slutspillet. I slutspillet blev det til endnu et møde i kvartfinalen med rivalerne fra SønderjyskE, som blev besejret 4-2 i kampe efter en overtids scoring af kaptajnen Brock Nixon. Semifinalen blev en hård fight mod Frederikshavn Whitehawks, hvor begge hold vandt på udebane i serien og dette fortsatte efter et kæmpe drama i kamp 7, hvor Jordan Knackstedt skød Esbjerg i finalen 46 sek før tid. I finaleserien var modstanderen overraskelsen fra Gentofte Stars, der undervejs havde sendt grundspillets nr 1 og 2 ud i kvart og semifinalen. Finalekampene var tætte, men Energys slutspils rutine gjorde udfaldet trods et hårdt kæmpende Stars mandskab der ikke ville lægge sig ned uden kamp. I kamp 5 kunne Esbjerg Energy med en sejr vinde DM guld i Granly Hockey Arena, og med 5 min tilbage af kampen var stillingen 3-1 og guldet næsten i hus, men med to hurtige scoringer fik Gentofte lavet et super comeback og skabt bekymring hos 4100 tilskuere. Efter 2 overtidsperioder kom scoringen til hjemmeholdet, da Kodie Curran flot spillede Jared Knight fri foran mål og dermed skød han guldet til Vestjylland endnu engang. Energy vandt serien 4-1 i kampe og det var første gang i klubbens historie, at man formåede at vinde DM guld to gange i træk. Esbjerg fik sat sig som en ny magtfaktor i dansk ishockey hvilket 3 finaler på 3 år vidner om. Af topspillere for sæsonen kan nævnes: Jordan Knackstedt, Tyler Fiddler, Ryan Martindale, Kordie Curran, Brock Nixon samt en række danske spillere gjorde sig fornuftig bemærket bl.a. Søren Nielsen, Anders Krogsgaard, Sune Hjulmand, Lasse Bang og Phillip Bruggisser.
Et lavpunkt for klubben, da man i sæsonen 2019/2020 tabte samtlige 6 grundspils opgør til ærkerivalerne fra SønderjyskE. (Kilde: Metalligaen.dk)[kilde mangler]